# Urbain Bouriant
Urbain Bouriant (Nevers, 11 de abril de 1849 - Vannes, 19 de junio de 1903) fue un egiptólogo francés.
Colaborador de Gaston Maspero, fue conservador adjunto del Museo de Bulaq (1883-1886) y director del Instituto Francés de Arqueología Oriental de El Cairo (1886-1898). Descubrió el Evangelio de Pedro en una tumba de Akhmim y tradujo Mawaiz wa al-'i'tibar bi dhikr al-khitat wa al-'athar, de Al-Maqrizi (Description topographique et historique de l'Egypte, París, 1895-1900). En 1883-84, Bouriant halló una copia del Gran Himno a Atón en la tumba de Ay, en El Amarna.

## Publicaciones
- "Fragments de manuscrits thébain du Musée Boulaq en Recueil de travaux relatifs à la philologie et à l’archéologie égyptienne et assyrienne 4 (1883), pp. 1–4.
- "Notice des monuments coptes du musee de Boulaq", enRT 5 (1884), pp. 60-70.
- "Les Canons apostolique de Clément de Rome. Traduction en dialect copte thébain d’après un manuscrit de la Bibliotheque du Patriarche Jacobite du Caire", en RT 5 (1884), pp. 199-216.
- "Les papyrus d’Akhmim (Fragments de manuscrits en dialectes bachmourique et thébain)" en MMAFC 1 (1884-89), pp. 243–304.
- L’Eglise copte du tombeau de Déga, 1884.
- "La Stèle 5576 du Musée de Boulaq et l’Inscription de Rosette", en RT 6 (1885), pp. 1-20.
- "Fragments Memphitiques de divers livre inédits de l’écriture et des instructions pastorales des pères de l’église copte", en RT 7 (1886) pp. 82–94.
- "Petits Monuments et petits Textes réceuillis en Egypte" en RT 7 (1886), pp. 114–132.
- Petits Monuments et petits Textes réceuillis en Egypte, en RT 8 (1886), pp. 158–169.
- "Petits Monuments et petits Textes réceuillis en Egypte", en RT 9 (1887), pp. 91–100.
- "Rapport au ministre de l’instruction publique sur une mission dans la Haute Égypte 1884–85", en Memoires» de la Mission archéologique francaise au Caire, vol. 1. París, 1887.
- "Fragments d’un roman d’Alexandre en dialecte thébain", en Journal asiatique 8-9 (1887), pp. 1–38.
- Description topographique et historique de l’Égypte - Al-Maqrīzī. Traduite en français par Urbain Bouriant. París, 1895-1890.
- "Notes de voyage: le Deir Amba Samaan en face d’Assouan", en RT 15 (1893), pp. 176–189.
- Con E. BRUGSCH: Le livre des rois, contenant la liste chronologique des rois, reines, princes, princesses et personnages importants de l’Égypte depuis Ménès jusqu'a Nectanebo II. El Cairo, 1887.
- "La Bibliothèque du Deir-Amba Sheinoudi. 2e partie: Actes du Concile d’Éphès", en MMAFC 8, París, 1892, pp. 1–143.
- "L’Éloge de l’Apa Victor fils de Romanos", en MMAFC 8, París, 1892, pp. 145–268.
- "Fragments du texte grec du Livre d’Énoch et de quelques écrits attribués à saint Pierre", en Mémoires de la mission archéologique française au Caire (MMAF) 9-1, 1892, pp. 93–147.
- Chansons populaires arabes en dialecte du Caire: d’après les manuscrits d’un chanteur des rues. E. Leroux, París ,1893.
- Junto con G. LEGRAIN y G. JÉQUIER: Monuments pour servir à l’étude du culte d’Atonou en Égypte. Les Tombes de Khouitatonou. El Cairo, 1903.